# نظير الجبن
نَظَائِر الجُبن (بالإنجليزية: Cheese analogues)‏ «مَعْروفة علي نِطاقٍ واسعٍ بِبدائل الجُبْن (بالإنجليزية: cheese alternatives)‏ هي مُنتجات تُسْتخدم كبَدائِل للجِبْنة في المَطبخ. تَتَضمن جبن نباتي وكذلِك بَعض مُنتجات الألبان التي لا تُعتَبر أَجْبان حَقيقية مِثل الجُبْن المَطْبوخ ‏ وكِرَافت سِنجلز ‏ (بالإنجليزية: Kraft Singles)‏. يُمْكِن أَن يَكون الغَرض مِن هذه الأطعِمة أَن تَكُون بَدائل للجِبْنة مِثل المُنتجات النَباتية، أَو كتَقليد كَما في حَالة المُنتجات المُستخدمة على مَناضِد السُلطة أو في صِناعة البيتزا والتي يُقصَد مِنها عامة أَن يُعتقد خطًأ أَنها جُبنة حَقيقية. لكِنها تَمتلك بَعض الخَصائص مِثل دَرجات الذَوبان المُختلفة والتَكلفة الأقل والتي تَجعلها جَذابة للأعمالِ التُجارية.